# Bulbophyllum polycyclum
Bulbophyllum polycyclum är en orkidéart som beskrevs av Jaap J. Vermeulen. Bulbophyllum polycyclum ingår i släktet Bulbophyllum och familjen orkidéer. Inga underarter finns listade i Catalogue of Life.